# Dejima
Dejima (出島?) fue una isla artificial en la bahía de Nagasaki. Era el lugar donde los neerlandeses negociaban con los japoneses desde 1641 a 1853. Durante este período (sakoku), los extranjeros que no fueran neerlandeses no tenían el derecho a negociar con el Japón, y los neerlandeses en Japón no tenían el derecho de abandonar Dejima para pasar al resto del país, pues les estaba prohibido pisar el sagrado suelo de Japón. 
En Dejima, que estaba aislada de la tierra firme, pero que poco a poco se rodeó con terrenos ganados al mar, actualmente existe un proyecto de restauración, que incluye tanto la reconstrucción de los edificios como de la propia isla.
Dejima también se encuentra escrito a veces como Deshima (-shima significa 'isla' en japonés y se modifica fonéticamente en -jima).

## Historia

### Prolegómenos
La isla de Dejima se construyó en 1634, por orden del shogun Iemitsu, y originalmente acomodó a comerciantes portugueses. La Rebelión Shimabara de 1637, en la que los cristianos japoneses (católicos), tomaron una parte activa, fue abortada con la ayuda de los protestantes neerlandeses. Después de que los portugueses y españoles como representantes de países católicos fueran expulsados de Japón en 1638, el shōgun ordenó a la Compañía Neerlandesa de las Indias Orientales (el Vereenigde Oostindische Compagne o VOC) transferir sus operaciones mercantiles desde el puerto de Hirado (donde estaban establecidos desde el 20 de septiembre de 1609) a Deshima en mayo del 1641. El comisionado neerlandés de origen francés François Caron supervisó el traslado.

### Organización
Desde ese momento, solamente los comerciantes chinos y los neerlandeses podían negociar con Japón. Es significativo el hecho que Dejima es una pequeña isla artificial, y no parte del territorio japonés propiamente dicho. Se construyó con la intención de que los extranjeros se mantuvieran alejados del sagrado suelo del Japón. 
Dejima es una isla pequeña de 120 m de largo por 75 m de ancho, unida a tierra por un puente pequeño, vigilado en ambos extremos por guardianes, con una puerta del lado neerlandés. En su interior tenía casas para 20 neerlandeses, almacenes y alojamientos para los oficiales del gobierno japonés. Los neerlandeses estaban vigilados por unos oficiales japoneses, porteros, vigilantes nocturnos y por un supervisor (otona) con unos 50 subordinados. Había también una serie de comerciantes japoneses dedicados al suministro de víveres y unos 150 intérpretes (tsūji). El pago de todos estos servicios debía ser asumido por la VOC. Dejima estaba bajo la directa supervisión central del bakufu de Edo a través de un gobernador, llamado bugyō, responsable de todos los contactos entre la VOC y el shogunato.
Cada barco neerlandés que llegaba a Dejima era inspeccionado por el bugyō y sus funcionarios. Las velas del buque eran plegadas hasta que el barco partiese de nuevo. Los libros religiosos y las armas eran selladas y puestas en custodia. Ningún servicio religioso estaba permitido en la isla. 
A pesar de la carga financiera que le significaba a la compañía el mantenimiento de Dejima, el comercio con Japón era muy provechoso para la VOC e inicialmente rendía beneficios del 50% o aún más. El comercio entre los Países Bajos y Japón declinó en el siglo XVIII, cuando solamente a dos naves en el año les era permitido atracar en Dejima. Después de la bancarrota de la VOC en 1795, el gobierno neerlandés asumió el control directo del establecimiento. Los tiempos fueron especialmente duros cuando los Países Bajos estuvo bajo la dominación napoleónica francesa y todos los lazos de las colonias neerlandesas con la metrópoli fueron cortados. No obstante, inclusive en la época de las guerras napoleónicas los administradores neerlandeses de Dejima lograron evitar que Francia o Gran Bretaña tomaran el control de este pequeño establecimiento comercial.
El ejecutivo en el lado neerlandés era el Opperhoofd (literalmente principal factor, pero la misma palabra neerlandesa se utiliza generalmente para un indígena, e.g. indios, jefes americanos), y se encontraba bajo la autoridad del estado neerlandés desde 1795. Hubo casi un titular cada año, hasta el 28 de febrero de 1860.

### Comercio

Vista de Dejima en la bahía de Nagasaki. Biombo por Kawahara Keiga c1836

Originalmente, los neerlandeses negociaban principalmente con seda, pero más adelante el comercio del azúcar se hizo muy importante. También se negociaba con pieles de ciervos y pieles de tiburón que fueron transportadas desde Asia, así como el paño de lana y la cristalería desde Europa. 
A esto hay que añadir el comercio del personal a cargo en Dejima y de los comerciantes neerlandeses individualmente, llamado el comercio del Kanbang, que era una fuente de renta importante para los empleados, y permitido por el gobierno japonés para obtener libros o los instrumentos científicos. Más de diez mil libros extranjeros de varios temas científicos fueron vendidos de este modo a los japoneses del finales del siglo XVIII y principios del siglo XIX, siendo este el factor central de los estudios rangaku.

## Llegada de barcos
Sobre todo, llegaron a Dejima 606 barcos neerlandeses durante los doscientos años de asentamiento, desde 1641 a 1847. 
- El primer periodo, desde 1641 a 1671 fue un periodo de relativa libertad, y hubo un promedio de 7 barcos neerlandeses cada año (12 pérdidas en este periodo).
- Desde 1671 a 1715, unos 5 barcos neerlandeses visitaron Dejima cada año.
- Desde 1715, solamente 2 barcos fueron permitidos cada año, los cuales fueron reducidos a solamente 1 barco desde 1790, y otra vez incrementados a 2 barcos desde 1799.
- Durante las guerras napoleónicas, en las que los Países Bajos fue un aliado de Francia, los barcos neerlandeses no podían alcanzar Japón con seguridad, pues contaban con la oposición de los británicos, por esto se relegaron los tratos comerciales en los barcos neutrales de estadounidenses y los barcos daneses. Cuando los Países Bajos fueron anexionados como una provincia de Francia (1811-1814), y el Reino Unido conquistó las posesiones neerlandesas en Asia, Dejima permaneció durante cuatro años como el único lugar en el mundo donde la bandera neerlandesa aún estaba ondeando, bajo el liderazgo de Hendrik Doeff.
- El tráfico regular fue restablecido en 1815.

## Comisionados neerlandeses en Dejima

### Hirado
- Jacques Specx 20.9.1609 - 28.8.1612
- Hendrick Brouwer 28.8.1612 - 6.8.1614
- Jacques Specx 6.8.1614 - 29.10.1621
- Leonardt Camps 29.10.1621 - 21.11.1623
- Cornelisz. van Neijenroode 21.11.1623 - 31.1.1633
- Pieter Stamper (1631)
- Pieter van Sante[n] 31.1.1633 - 6.9.1633
- Nicolaes Couckebacker 6.9.1633 - 3.2.1639
- Maerten Wesselingh (1635, 1636, 1637)

### Dejima

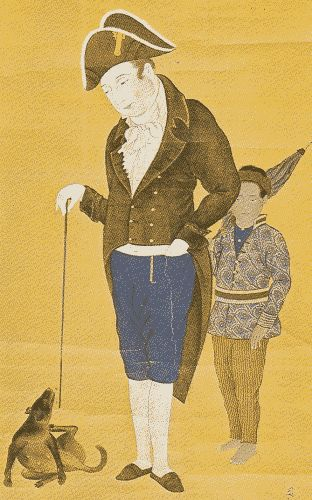
Hendrik Doeff y su criado balinés en Dejima, pintura japonesa.

- François Caron: 3.2.1639 - 13.2.1641, El primer comisionado supervisó el traslado de Hirado a Dejima.
- Maximiliaen Le Maire: 14.2.1641 - 30.10.1641
- Jan van Elseracq: 1.11.1641 - 29.10.1642
- Pieter Anthonijszoon Overtwater: 29.10.1642 - 1.8.1643
- Jan van Elserac: 1.8.1643 - 24.11.1644
- Pieter Anthonijszoon Overtwater: 24.11.1644 - 30.11.1645
- Reijnjer van't Zum: 30.11.1645 - 27.10.1646
- Willem Verstegen [Versteijen]: 28.10.164 - 10.10.1647
- Frederick Coijet: 3.11.1647 - 9.12.1648
- Dircq Snoecq: 9.12.1648 - 5.11.1649
- Anthonio van Brouckhorst: 5.11.1649 - 25.10.1650
- Pieter Sterthemius: 25.10.1650 - 3.11.1651
- Adriaen van der Burgh: 1.11.1651 - 3.11.1652
- Frederick Coijet: 4.11.1652 - 10.11.1653
- Gabriel Happart: 4.11.1653 - 31.10.1654
- Leonard Winninx: 31.10.1654 - 23.10.1655
- Joan Boucheljon: 23.10.1655 - 1.11.1656
- Zacharias Wagenaer [Wagener]: 1.11.1656 - 27.10.1657
- Joan Boucheljon: 27.10.1657 - 23.10.1658
- Zacharias Wagenaer [Wagener]: 22.10.1658 - 4.11.1659
- Joan Boucheljon: 4.11.1659 - 26.10.1660
- Hendrick Indijck: 26.10.1660 - 21.11.1661
- Dirck van Lier: 11.11.1661 - 6.11.1662
- Hendrick Indijck: 6.11.1662 - 20.10.1663
- Willem Volger: 20.10.1663 - 7.11.1664
- Jacob Gruijs: 7.11.1664 - 27.10.1665
- Willem Volger: 28.10.1665: - 27.10.1666
- Daniel Six [Sicx]: 18.10.1666 - 6.11.1667
- Constantin Ranst: 6.11.1667 - 25.10.1668
- Daniel Six [Sicx]: 25.10.1668 - 14.10.1669
- Francois de Haas: 14.10.1669 - 2.11.1670
- Martinus Caesar: 2.11.1670 - 12.11.1671
- Johannes Camphuijs: 22.10.1671 - 12.11.1672
- Martinus Caesar: 13.11.1672 - 29.10.1673
- Johannes Camphuijs: 29.10.1673 - 19.10.1674
- Martinus Caesar: 20.10.1674 - 7.11.1675
- Johannes Camphuijs: 7.11.1675 - 27.10.1676
- Dirck de Haas: 27.10.1676 - 16.10.1677
- Albert Brevincq: 16.10.1677 - 4.11.1678
- Dirck de Haas: 4.11.1678 - 24.10.1679
- Albert Brevincq: 24.10.1679 - 11.11.1680
- Isaac van Schinne: 11.11.1680 - 31.10.1681
- Hendrick Canzius: 31.10.1681 - 20.10.1682
- Andreas Cleyer [Andries]: 20.10.1682 - 8.11.1683
- Constantin Ranst de Jonge: 8.11.1683 - 28.10.1684
- Hendrick van Buijtenhem: 25.10.1684 - 7.10.1685
- Andreas Cleyer: 17.10.1685 - 5.11.1686
- Constantin Ranst de Jonge: 5.11.1686 - 25.10.1687
- Hendrick van Buijtenhem: 25.10.1687 - 13.10.1688
- Cornelisz.van Outhoorn: 13.10.1688 - 1.11.1689
- Balthasar Sweers: 1.11.1689 - 21.10.1690
- Hendrick van Buijtenhem: 21.10.1690 - 09.11.1691
- Cornelis van Outhoorn: 9.11.1691 - 29.10.1692
- Hendrick van Buijtenhem: 29.10.1692 - 19.10.1693
- Gerrit de Heere: 19.10.1693: - 7.11.1694
- Hendrik Dijkman: 7.11.1694 - 27.10.1695
- Cornelis van Outhoorn: 27.10.1695 - 15.10.1696
- Hendrik Dijkman]: 15.10.1696 - 3.11.1697
- Pieter de Vos: 3.11.1697 - 23.10.1698
- Hendrik Dijkman: 23.10.1698 - 12.10.1699
- Pieter de Vos: 21.10.1699 - 31.10.1700
- Hendrik Dijkman: 31.10.1700 - 21.10.1701
- Abraham Douglas: 21.10.1701 - 30.10.1702
- Ferdinand de Groot: 9.11.1702 - 30.10.1703
- Gideon Tant: 30.10.1703 - 18.10.1704
- Ferdinand de Groot: 18.10.1704 - 6.11.1705
- Ferdinand de Groot: 26.10.1706 - 15.10.1707
- Hermanus Menssingh: 15.10.1707 - 2.11.1708
- Jasper van Mansdale: 2.11.1708 - 22.10.1709
- Hermanus Menssingh: 22.10.1709 - 10.11.1710
- Nicolaas Joan van Hoorn: 10.11.1710 - 31.10.1711
- Cornelis Lardijn: 31.10.1711 - 7.11.1713
- Cornelis Jardijn: 7.11.1713 - 27.10.1714
- Nicolaas Joan van Hoorn: 27.10.1714 -19.10.1715
- Gideon Boudaen: 19.10.1715 - 3.11.1716
- Joan Aouwer: 3.11.1716 - 24.10.1717
- Christiaen van Vrijbergh[e]: 24.10.1717 - 13.10.1718
- Joan Aouwer: 13.10.1718 - 21.10.1720
- Roeloff Diodati: 21.10.1720 - 9.11.1721
- Hendrik Durven: 9.11.1721 - 18.10.1723
- Johannes Thedens: 18.10.1723 - 25.10.1725
- Joan de Hartogh: 25.10.1725 - 15.10.1726
- Pieter Boockestijn: 15.10.1726 - 3.11.1727
- Abraham Minnedonk: 3.11.1727 - 20.10.1728
- Pieter Boockestijn: 22.10.1728 - 12.10.1729
- Abraham Minnedonk: 12.10.1729 - 31.10.1730
- Pieter Boockestijn: 31.10.1730 - 7.11.1732
- Hendrik van de Bel: 7.11.1732 - 27.10.1733
- Rogier de Laver: 27.10.1733 - 16.10.1734
- David Drinckman: 16.10.1734 - 4.11.1735
- Bernardus Coop [Coopa] à Groen: 4.11.1735 - 24.10.1736
- Jan van der Cruijsse: 24.10.1736 - 13.10.1737
- Gerardus Bernardus Visscher: 13.10.1737 - 21.10.1739
- Thomas van Rhee: 22.10.1739 - 8.11.1740
- Jacob van der Waeijen: 9.11.1740 - 28.10.1741
- Thomas van Rhee: 29.10.1741 - 17.10.1742
- Jacob van der Waeijen: 17.10.1742 - 9.11.1743
- David Brouwer: 5.11.1743 - 1.11.1744
- Jacob van der Waeijen: 2.11.1744 - 28.12.1745
- Jan Louis de Win: 30.12.1745 - 2.11.1746
- Jacob Balde: 3.11.1746 - 25.10.1747
- Jan Louis de Win: 28.10.1747 - 11.11.1748
- Jacob Balde: 12.11.1748 - 8.12.1749
- Hendrik van Homoed: 8.12.1749 - 24.12.1750
- Abraham van Suchtelen: 25.12.1750 - 18.11.1751
- Hendrik van Homoed: 19.11.1751 - 5.12.1752
- David Boelen: 6.12.1752 - 15.10.1753
- Hendrik van Homoed: 16.10.1753 - 3.11.1754
- David Boelen: 4.11.1754 - 25.10.1755
- Herbert Vermeulen: 25.10.1755 - 12.10.1756
- David Boelen: 13.10.1756 - 31.10.1757
- Herbert Vermeulen: 1.11.1757 - 11.11.1758
- Johannes Reijnouts: 12.11.1758 - 11.11.1760
- Marten Huijshoorn: 12.11.1760 - 30.10.1761
- Johannes Reijnouts: 31.10.1761 - 2.12.1762
- Fredrik Willem Wineke: 3.12.1762 - 6.11.1763
- Jan Crans: 7.11.1763 - 24.10.1764
- Fredrik Willem Wineke: 25.10.1764 - 7.11.1765
- Jan Crans: 8.11.1765 - 31.10.1766
- Herman Christiaan Kastens: 1.11.1766 - 20.10.1767
- Jan Crans: 21.10.1767 - 8.11.1769
- Olphert Elias: 9.11.1769 - 16.11.1770
- Daniel Armenault: 17.11.1770 - 9.11.1771
- Arend Willem Feith: 10.11.1771 - 3.11.1772
- Daniel Armenault [Almenaault]: 4.11.1772 - 22.11.1773
- Arend Willem Feith: 23.11.1773 - 10.11.1774
- Daniel Armenault [Almenaault]: 11.11.1774 - 28.10.1775
- Arend Willem Feith: 28.10.1775 - 22.11.1776
- Hendrik Godfried Duurkoop: 23.11.1776 - 11.11.1777
- Arend Willem Feith: 12.11.1777 - 28.11.1779
- Isaac Titsingh: 29.11.1779 - 5.11.1780
- Arend Willem Feith: 6.11.1780 - 23.11.1781
- Isaac Titsingh: 24.11.1781 - 26.10.1783
- Hendrik Casper Romberg: 27.10.1783 - _.8.1874
- Isaac Titsingh: _.8.1784 - 30.11.1784
- Hendrik Casper Romberg: 0.11.84 - 21.11.1785
- Johan Fredrik van Rheede tot de Parkeler: 22.11.1785 - 20.11.1786
- Hendrik Casper Romberg: 21.11.1786 - 30.11.1787
- Johan Frederik van Rheede tot de Parkeler: 1.12.1787 - 1.8.1789
- Hendrik Casper Romberg: 1.8.1789 - 13.11.1790
- Petrus Theodorus Chassé: 13.11.1790 - 13.11.1792
- Gijsbert Hemmij: 13.11.1792 - 8.7.1798
- Leopold Willem Ras: 8.7.1798 - 17.7.1800
- Willem Wardenaar: 16.7.1800 - 14.11.1803
- Hendrik Doeff: 14.11.1803 - 6.12.1817
- Jan Cock Blomhoff: 6.12.1817 - 20.11.1823
- Johan Willem de Sturler: 20.11.1823 - 5.8.1826
- Germain Felix Meijlan: 4.8.1826 - 1.11.1830
- Jan Willem Fredrik van Citters: 1.11.1830 - 30.11.1834
- Johannes Erdewin Niemann: 1.12.1834 - 17.11.1838
- Eduard Grandisson: 18.11.1838 - _.11.1842
- Pieter Albert Bik: _.11.1842 - 31.10.1845
- Joseph Henrij Levijssohn: 1.11.1845 - 31.10.1850
- Frederick Colnelis Rose: 1.11.1850 - 31.10.1852
- Janus Henricus Donker Curtius: 2.11.1852 - 28.2.1860, El último comisionado neerlandés, quién fue el primer representante diplomático neerlandés en Japón. Favoreció la entrega del primer buque de guerra occidental moderno de vapor de Japón, el Kankō Maru.